# Eduard Šmíd
Eduard Šmíd (* 1944) je bývalý český lední hokejista. Patřil k tzv. obojživelníkům, nejvyšší soutěž hrál rovněž ve fotbale za Baník Ostrava.

## Hokejová kariéra
V nejvyšší soutěži hrál v 60. letech 20. století za VŽKG Ostrava (Vítkovice) a Duklu Jihlava.

## Fotbalová kariéra
V československé lize hrál za Baník Ostrava ve dvou zápasech, aniž by skóroval. Debutoval v neděli 9. června 1963 v domácím utkání se Spartakem ZJŠ Brno (dobový název Zbrojovky), které hosté i díky Lichtnéglovu hattricku vyhráli 4:2. Naposled se v nejvyšší soutěži objevil o tři dny později v Bratislavě v zápase s domácím Interem, ve kterém ostravští zvítězili 2:1. V nižších soutěžích nastupoval také za VŽKG Ostrava (Vítkovice).

### Ligová bilance
| Ročník          | Zápasy | Góly | Minuty | Klub             |
| --------------- | ------ | ---- | ------ | ---------------- |
| I. liga 1962/63 | 2      | 0    | 101    | TJ Baník Ostrava |
| CELKEM I. LIGA  | 2      | 0    | 101    |                  |